# Isaac Kimeli
Isaac Kimeli (ur. 9 marca 1994) – belgijski lekkoatleta specjalizujący się w biegach średnich i długich.
W 2011 zajął 9. miejsce biegu na 1500 metrów podczas olimpijskiego festiwalu młodzieży Europy. W 2012 był szósty w biegu juniorów na mistrzostwach Europy w biegach przełajowych. W 2013 bez powodzenia startował na mistrzostwach świata w biegach przełajowych oraz zdobył srebro w biegu juniorów podczas europejskich mistrzostw w biegu na przełaj. Srebrny medalista młodzieżowych mistrzostw Europy w Tallinnie na dystansie 5000 metrów (2015). W 2016 zdobył złoto i srebro na europejskim czempionacie w biegach przełajowych. W 2021 roku zadebiutował na igrzyskach olimpijskich, gdzie zajął 18. miejsce w biegu na 10 000 metrów.
Medalista mistrzostw Belgii oraz reprezentant kraju na drużynowych mistrzostwach Europy.
Rekordy życiowe: bieg na 1500 metrów – 3:36,51 (16 czerwca 2018, Marsylia); bieg na 3000 metrów – 7:41,30 (5 września 2024, Zurych); bieg na 5000 metrów – 12:56,53 (15 maja 2024, Sztokholm).

## Osiągnięcia
| Rok  | Impreza                                   | Miejsce         | Konkurencja        | Pozycja     | Wynik    |
| ---- | ----------------------------------------- | --------------- | ------------------ | ----------- | -------- |
| 2011 | Olimpijski festiwal młodzieży Europy      | Trabzon         | bieg na 1500 m     | 9. miejsce  | 3:58,80  |
| 2012 | Mistrzostwa Europy w biegach przełajowych | Budapeszt       | bieg juniorów      | 6. miejsce  | 19:00    |
| 2013 | Mistrzostwa świata w biegach przełajowych | Bydgoszcz       | bieg juniorów      | 30. miejsce | 23:15    |
| 2013 | Mistrzostwa Europy w biegach przełajowych | Belgrad         | bieg juniorów      | 2. miejsce  | 17:51    |
| 2014 | Mistrzostwa Europy                        | Zurych          | bieg na 1500 m     | eliminacje  | 3:41,96  |
| 2014 | Mistrzostwa Europy w biegach przełajowych | Samokow         | bieg młodzieżowców | 20. miejsce | 26:20    |
| 2015 | Młodzieżowe mistrzostwa Europy            | Tallinn         | bieg na 5000 m     | 2. miejsce  | 13:54,33 |
| 2015 | Mistrzostwa Europy w biegach przełajowych | Hyères          | bieg młodzieżowców | 38. miejsce | 24:27    |
| 2016 | Mistrzostwa Europy                        | Amsterdam       | bieg na 1500 m     | 9. miejsce  | 3:47,92  |
| 2016 | Mistrzostwa Europy w biegach przełajowych | Chia            | bieg młodzieżowców | 1. miejsce  | 22:48    |
| 2017 | Mistrzostwa świata w biegach przełajowych | Kampala         | bieg seniorów      | –           | DNF      |
| 2018 | Mistrzostwa Europy                        | Berlin          | bieg na 1500 m     | eliminacje  | 3:42,77  |
| 2018 | Mistrzostwa Europy                        | Berlin          | bieg na 5000 m     | –           | DSQ      |
| 2018 | Mistrzostwa Europy w biegach przełajowych | Tilburg         | bieg seniorów      | 2. miejsce  | 28:52    |
| 2019 | I liga drużynowych mistrzostw Europy      | Sandnes         | bieg na 3000 m     | 1. miejsce  | 8:09,09  |
| 2019 | Mistrzostwa świata                        | Doha            | bieg na 1500 m     | półfinał    | 3:37,50  |
| 2019 | Mistrzostwa świata                        | Doha            | bieg na 5000 m     | 14. miejsce | 13:44,29 |
| 2019 | Mistrzostwa Europy w biegach przełajowych | Lizbona         | bieg seniorów      | 8. miejsce  | 30:46    |
| 2021 | Halowe mistrzostwa Europy                 | Toruń           | bieg na 3000 m     | 2. miejsce  | 7:49,41  |
| 2021 | Igrzyska olimpijskie                      | Tokio           | bieg na 5000 m     | eliminacje  | 13:57,36 |
| 2021 | Igrzyska olimpijskie                      | Tokio           | bieg na 10 000 m   | 18. miejsce | 28:31,91 |
| 2021 | Mistrzostwa Europy w biegach przełajowych | Dublin          | bieg seniorów      | 9. miejsce  | 30:45    |
| 2022 | Halowe mistrzostwa świata                 | Belgrad         | bieg na 3000 m     | –           | DNS      |
| 2022 | Mistrzostwa świata                        | Eugene          | bieg na 10 000 m   | 10. miejsce | 27:43,50 |
| 2022 | Mistrzostwa Europy                        | Monachium       | bieg na 5000 m     | 11. miejsce | 13:33,39 |
| 2022 | Mistrzostwa Europy                        | Monachium       | bieg na 10 000 m   | –           | DNF      |
| 2022 | Mistrzostwa Europy w biegach przełajowych | Turyn           | bieg seniorów      | 3. miejsce  | 29:45    |
| 2023 | Mistrzostwa świata                        | Budapeszt       | bieg na 10 000 m   | 13. miejsce | 28:20,77 |
| 2023 | Mistrzostwa Europy w biegach przełajowych | Bruksela        | bieg seniorów      | 11. miejsce | 30:46    |
| 2024 | Mistrzostwa Europy                        | Rzym            | bieg na 10 000 m   | 14. miejsce | 28:17,84 |
| 2024 | Igrzyska olimpijskie                      | Paryż           | bieg na 5000 m     | 8. miejsce  | 13:18,10 |
| 2024 | Igrzyska olimpijskie                      | Paryż           | bieg na 10 000 m   | 19. miejsce | 27:51,52 |
| 2024 | Mistrzostwa Europy w biegach przełajowych | Antalya         | bieg seniorów      | 4. miejsce  | 22:33    |
| 2025 | Mistrzostwa Europy w biegach ulicznych    | Bruksela/Leuven | bieg na 10 km      | 3. miejsce  | 27:58    |
| 2025 | II dywizja drużynowych mistrzostw Europy  | Maribor         | bieg na 5000 m     | 1. miejsce  | 13:55,70 |